# Torneo di Wimbledon 1913 - Doppio maschile
I detentori del titolo Herbert Barrett e Charles Dixon sono riusciti a difenderlo superando nel Challenge Round la coppia formata da Heinrich Kleinschroth e Friedrich Wilhelm Rahe col punteggio di 6–2, 6–4, 4–6, 6–2.

## Tabellone

### Legenda
| - Q = Qualificato - WC = Wild card - LL = Lucky loser | - ALT = Alternate - SE = Special Exempt - PR = Protected Ranking | - w/o = Walkover - r = Ritirato - d = Squalificato |

### Challenge Round
|  | Challenge Round                              |                                              |                                              |   |   |   |   |  |
|  |                                              |                                              |                                              |   |   |   |   |  |
|  | Heinrich Kleinschroth Friedrich Wilhelm Rahe | Heinrich Kleinschroth Friedrich Wilhelm Rahe | Heinrich Kleinschroth Friedrich Wilhelm Rahe | 2 | 4 | 6 | 2 |  |
|  | Charles Percy Dixon Herbert Roper Barrett    | Charles Percy Dixon Herbert Roper Barrett    | Charles Percy Dixon Herbert Roper Barrett    | 6 | 6 | 4 | 6 |  |

### Turni preliminari

#### Fase finale
|  | Quarti di finale                             | Quarti di finale                             | Quarti di finale                             | Quarti di finale               | Quarti di finale | Quarti di finale | Quarti di finale |  |  | Semifinali                                   | Semifinali                                   | Semifinali                                   | Semifinali                                   | Semifinali                                   | Semifinali                                   | Semifinali |   |   | Finale                                  | Finale                                  | Finale                                  | Finale                                  | Finale | Finale | Finale |  |
|  |                                              |                                              |                                              |                                |                  |                  |                  |  |  |                                              |                                              |                                              |                                              |                                              |                                              |            |   |   |                                         |                                         |                                         |                                         |        |        |        |  |
|  | Alfred Ernest Beamish James Cecil Parke      | Alfred Ernest Beamish James Cecil Parke      | 7                                            | 6                              | 6                | 3                | 6                |  |  |                                              |                                              |                                              |                                              |                                              |                                              |            |   |   |                                         |                                         |                                         |                                         |        |        |        |  |
|  | Anthony Wilding George Hillyard              | Anthony Wilding George Hillyard              | 9                                            | 3                              | 3                | 6                | 4                |  |  | Alfred Ernest Beamish James Cecil Parke      | Alfred Ernest Beamish James Cecil Parke      | Alfred Ernest Beamish James Cecil Parke      | Alfred Ernest Beamish James Cecil Parke      | 6                                            | 7                                            | 6          |   |   |                                         |                                         |                                         |                                         |        |        |        |  |
|  | Arthur Holden Lowe Gordon Lowe               | Arthur Holden Lowe Gordon Lowe               | Arthur Holden Lowe Gordon Lowe               | Arthur Holden Lowe Gordon Lowe | 7                | 6                | 8                |  |  | Arthur Holden Lowe Gordon Lowe               | Arthur Holden Lowe Gordon Lowe               | Arthur Holden Lowe Gordon Lowe               | Arthur Holden Lowe Gordon Lowe               | 4                                            | 5                                            | 4          |   |   |                                         |                                         |                                         |                                         |        |        |        |  |
|  | F R Price F F Roe                            | F R Price F F Roe                            | F R Price F F Roe                            | F R Price F F Roe              | 5                | 1                | 6                |  |  |                                              |                                              |                                              |                                              |                                              |                                              |            |   |   | Alfred Ernest Beamish James Cecil Parke | Alfred Ernest Beamish James Cecil Parke | Alfred Ernest Beamish James Cecil Parke | Alfred Ernest Beamish James Cecil Parke | 3      | 2      | 4      |  |
|  | Walter Cecil Crawley Augustus Hendriks       | Walter Cecil Crawley Augustus Hendriks       | 4                                            | 7                              | 6                | 6                | 8                |  |  |                                              |                                              | Heinrich Kleinschroth Friedrich Wilhelm Rahe | Heinrich Kleinschroth Friedrich Wilhelm Rahe | Heinrich Kleinschroth Friedrich Wilhelm Rahe | Heinrich Kleinschroth Friedrich Wilhelm Rahe | 6          | 6 | 6 |                                         |                                         |                                         |                                         |        |        |        |  |
|  | C S Gordon-Smith E Gordon-Cleather           | C S Gordon-Smith E Gordon-Cleather           | 6                                            | 5                              | 8                | 2                | 6                |  |  | Walter Cecil Crawley Augustus Hendriks       | Walter Cecil Crawley Augustus Hendriks       | Walter Cecil Crawley Augustus Hendriks       | Walter Cecil Crawley Augustus Hendriks       | 0                                            | 1                                            | 3          |   |   |                                         |                                         |                                         |                                         |        |        |        |  |
|  | Heinrich Kleinschroth Friedrich Wilhelm Rahe | Heinrich Kleinschroth Friedrich Wilhelm Rahe | Heinrich Kleinschroth Friedrich Wilhelm Rahe | 6                              | 6                | 3                | 6                |  |  | Heinrich Kleinschroth Friedrich Wilhelm Rahe | Heinrich Kleinschroth Friedrich Wilhelm Rahe | Heinrich Kleinschroth Friedrich Wilhelm Rahe | Heinrich Kleinschroth Friedrich Wilhelm Rahe | 6                                            | 6                                            | 6          |   |   |                                         |                                         |                                         |                                         |        |        |        |  |
|  | Hope Crisp Cyril Eltringham                  | Hope Crisp Cyril Eltringham                  | Hope Crisp Cyril Eltringham                  | 2                              | 4                | 6                | 4                |  |  |                                              |                                              |                                              |                                              |                                              |                                              |            |   |   |                                         |                                         |                                         |                                         |        |        |        |  |

#### Parte alta

##### Sezione 1
|  | Primo turno              | Primo turno              | Primo turno              | Primo turno              | Primo turno              | Primo turno | Primo turno |  |  | Secondo turno            | Secondo turno            | Secondo turno            | Secondo turno            | Secondo turno       | Secondo turno       | Secondo turno |   |   | Terzo turno           | Terzo turno           | Terzo turno           | Terzo turno           | Terzo turno | Terzo turno | Terzo turno |   |   | Quarti di finale | Quarti di finale | Quarti di finale | Quarti di finale | Quarti di finale | Quarti di finale | Quarti di finale |  |
|  |                          |                          |                          |                          |                          |             |             |  |  |                          |                          |                          |                          |                     |                     |               |   |   |                       |                       |                       |                       |             |             |             |   |   |                  |                  |                  |                  |                  |                  |                  |  |
|  | A E Beamish J C Parke    | A E Beamish J C Parke    | A E Beamish J C Parke    | A E Beamish J C Parke    | 6                        | 6           | 6           |  |  |                          |                          |                          |                          |                     |                     |               |   |   |                       |                       |                       |                       |             |             |             |   |   |                  |                  |                  |                  |                  |                  |                  |  |
|  | R McNair C R Leach       | R McNair C R Leach       | R McNair C R Leach       | R McNair C R Leach       | 1                        | 1           | 1           |  |  | A E Beamish J C Parke    | A E Beamish J C Parke    | A E Beamish J C Parke    | A E Beamish J C Parke    | 6                   | 6                   | 6             |   |   |                       |                       |                       |                       |             |             |             |   |   |                  |                  |                  |                  |                  |                  |                  |  |
|  | L S Lee A Traill         | L S Lee A Traill         | L S Lee A Traill         | L S Lee A Traill         | 6                        | 6           | 6           |  |  | L S Lee A Traill         | L S Lee A Traill         | L S Lee A Traill         | L S Lee A Traill         | 3                   | 4                   | 1             |   |   |                       |                       |                       |                       |             |             |             |   |   |                  |                  |                  |                  |                  |                  |                  |  |
|  | S Adams E W Timmis       | S Adams E W Timmis       | S Adams E W Timmis       | S Adams E W Timmis       | 3                        | 2           | 4           |  |  |                          |                          |                          |                          |                     |                     |               |   |   | A E Beamish J C Parke | A E Beamish J C Parke | A E Beamish J C Parke | A E Beamish J C Parke | 6           | 6           | 6           |   |   |                  |                  |                  |                  |                  |                  |                  |  |
|  | E W Hicks O Kreuzer      | E W Hicks O Kreuzer      | E W Hicks O Kreuzer      | 6                        | 6                        | 4           | 6           |  |  |                          |                          | E W Hicks O Kreuzer      | E W Hicks O Kreuzer      | E W Hicks O Kreuzer | E W Hicks O Kreuzer | 2             | 1 | 4 |                       |                       |                       |                       |             |             |             |   |   |                  |                  |                  |                  |                  |                  |                  |  |
|  | L E Milburn J Ganzoni    | L E Milburn J Ganzoni    | L E Milburn J Ganzoni    | 4                        | 2                        | 6           | 4           |  |  | E W Hicks O Kreuzer      | E W Hicks O Kreuzer      | E W Hicks O Kreuzer      | E W Hicks O Kreuzer      | 6                   | 6                   | 6             |   |   |                       |                       |                       |                       |             |             |             |   |   |                  |                  |                  |                  |                  |                  |                  |  |
|  | H Webb H Guggenheim      | H Webb H Guggenheim      | H Webb H Guggenheim      | H Webb H Guggenheim      | H Webb H Guggenheim      | w.          | o.          |  |  | H Webb H Guggenheim      | H Webb H Guggenheim      | H Webb H Guggenheim      | H Webb H Guggenheim      | 1                   | 4                   | 1             |   |   |                       |                       |                       |                       |             |             |             |   |   |                  |                  |                  |                  |                  |                  |                  |  |
|  | H N Wilson-Fox G Caridia | H N Wilson-Fox G Caridia | H N Wilson-Fox G Caridia | H N Wilson-Fox G Caridia | H N Wilson-Fox G Caridia |             |             |  |  |                          |                          |                          |                          |                     |                     |               |   |   | A E Beamish J C Parke | A E Beamish J C Parke | 7                     | 6                     | 6           | 3           | 6           |   |   |                  |                  |                  |                  |                  |                  |                  |  |
|  | A Wilding G Hillyard     | A Wilding G Hillyard     | A Wilding G Hillyard     | A Wilding G Hillyard     | 6                        | 6           | 6           |  |  |                          |                          |                          |                          |                     |                     |               |   |   |                       |                       | A Wilding G Hillyard  | A Wilding G Hillyard  | 9           | 3           | 3           | 6 | 4 |                  |                  |                  |                  |                  |                  |                  |  |
|  | A H Bowling E W Williams | A H Bowling E W Williams | A H Bowling E W Williams | A H Bowling E W Williams | 2                        | 2           | 1           |  |  | A Wilding G Hillyard     | A Wilding G Hillyard     | A Wilding G Hillyard     | A Wilding G Hillyard     | 6                   | 6                   | 6             |   |   |                       |                       |                       |                       |             |             |             |   |   |                  |                  |                  |                  |                  |                  |                  |  |
|  | A J Jimenez R De Roveray | A J Jimenez R De Roveray | A J Jimenez R De Roveray | A J Jimenez R De Roveray | A J Jimenez R De Roveray | w.          | o.          |  |  | A J Jimenez R De Roveray | A J Jimenez R De Roveray | A J Jimenez R De Roveray | A J Jimenez R De Roveray | 3                   | 1                   | 4             |   |   |                       |                       |                       |                       |             |             |             |   |   |                  |                  |                  |                  |                  |                  |                  |  |
|  | E S Franklin V Kirk      | E S Franklin V Kirk      | E S Franklin V Kirk      | E S Franklin V Kirk      | E S Franklin V Kirk      |             |             |  |  |                          |                          |                          |                          |                     |                     |               |   |   | A Wilding G Hillyard  | A Wilding G Hillyard  | A Wilding G Hillyard  | A Wilding G Hillyard  | 6           | 6           | 6           |   |   |                  |                  |                  |                  |                  |                  |                  |  |
|  | W J Johnson G Zinn       | W J Johnson G Zinn       | W J Johnson G Zinn       | 3                        | 6                        | 6           | 8           |  |  |                          |                          | W J Johnson G Zinn       | W J Johnson G Zinn       | W J Johnson G Zinn  | W J Johnson G Zinn  | 3             | 3 | 2 |                       |                       |                       |                       |             |             |             |   |   |                  |                  |                  |                  |                  |                  |                  |  |
|  | R A Gamble R O Roe       | R A Gamble R O Roe       | R A Gamble R O Roe       | 6                        | 3                        | 2           | 6           |  |  | W J Johnson G Zinn       | W J Johnson G Zinn       | W J Johnson G Zinn       | W J Johnson G Zinn       | 6                   | 9                   | 6             |   |   |                       |                       |                       |                       |             |             |             |   |   |                  |                  |                  |                  |                  |                  |                  |  |
|  | G Stoddart S Watts       | G Stoddart S Watts       | G Stoddart S Watts       | 7                        | 6                        | 10          | 8           |  |  | G Stoddart S Watts       | G Stoddart S Watts       | G Stoddart S Watts       | G Stoddart S Watts       | 3                   | 7                   | 4             |   |   |                       |                       |                       |                       |             |             |             |   |   |                  |                  |                  |                  |                  |                  |                  |  |
|  | R D Nolan E A Ess        | R D Nolan E A Ess        | R D Nolan E A Ess        | 5                        | 2                        | 12          | 6           |  |  |                          |                          |                          |                          |                     |                     |               |   |   |                       |                       |                       |                       |             |             |             |   |   |                  |                  |                  |                  |                  |                  |                  |  |

##### Sezione 2
|  | Primo turno | Primo turno | Primo turno | Primo turno | Primo turno | Primo turno | Primo turno |  |  | Secondo turno              | Secondo turno              | Secondo turno              | Secondo turno              | Secondo turno          | Secondo turno          | Secondo turno |   |   | Terzo turno       | Terzo turno       | Terzo turno       | Terzo turno       | Terzo turno       | Terzo turno       | Terzo turno |   |   | Quarti di finale | Quarti di finale | Quarti di finale | Quarti di finale | Quarti di finale | Quarti di finale | Quarti di finale |  |
|  |             |             |             |             |             |             |             |  |  |                            |                            |                            |                            |                        |                        |               |   |   |                   |                   |                   |                   |                   |                   |             |   |   |                  |                  |                  |                  |                  |                  |                  |  |
|  |             |             |             |             |             |             |             |  |  | A H Lowe F G Lowe          | A H Lowe F G Lowe          | A H Lowe F G Lowe          | A H Lowe F G Lowe          | 6                      | 6                      | 7             |   |   |                   |                   |                   |                   |                   |                   |             |   |   |                  |                  |                  |                  |                  |                  |                  |  |
|  |             |             |             |             |             |             |             |  |  | C A Patterson D Watson     | C A Patterson D Watson     | C A Patterson D Watson     | C A Patterson D Watson     | 2                      | 1                      | 5             |   |   |                   |                   |                   |                   |                   |                   |             |   |   |                  |                  |                  |                  |                  |                  |                  |  |
|  |             |             |             |             |             |             |             |  |  |                            |                            |                            |                            |                        |                        |               |   |   | A H Lowe F G Lowe | A H Lowe F G Lowe | A H Lowe F G Lowe | A H Lowe F G Lowe | 6                 | 11                | 7           |   |   |                  |                  |                  |                  |                  |                  |                  |  |
|  |             |             |             |             |             |             |             |  |  |                            |                            | A L Bentley W A Ingram     | A L Bentley W A Ingram     | A L Bentley W A Ingram | A L Bentley W A Ingram | 4             | 9 | 5 |                   |                   |                   |                   |                   |                   |             |   |   |                  |                  |                  |                  |                  |                  |                  |  |
|  |             |             |             |             |             |             |             |  |  | A L Bentley W A Ingram     | A L Bentley W A Ingram     | 5                          | 6                          | 9                      | 1                      | 6             |   |   |                   |                   |                   |                   |                   |                   |             |   |   |                  |                  |                  |                  |                  |                  |                  |  |
|  |             |             |             |             |             |             |             |  |  | C Biddle H Hackett         | C Biddle H Hackett         | 7                          | 3                          | 7                      | 6                      | 4             |   |   |                   |                   |                   |                   |                   |                   |             |   |   |                  |                  |                  |                  |                  |                  |                  |  |
|  |             |             |             |             |             |             |             |  |  |                            |                            |                            |                            |                        |                        |               |   |   | A H Lowe F G Lowe | A H Lowe F G Lowe | A H Lowe F G Lowe | A H Lowe F G Lowe | 7                 | 6                 | 8           |   |   |                  |                  |                  |                  |                  |                  |                  |  |
|  |             |             |             |             |             |             |             |  |  |                            |                            |                            |                            |                        |                        |               |   |   |                   |                   | F R Price F F Roe | F R Price F F Roe | F R Price F F Roe | F R Price F F Roe | 5           | 1 | 6 |                  |                  |                  |                  |                  |                  |                  |  |
|  |             |             |             |             |             |             |             |  |  | F R Price F F Roe          | F R Price F F Roe          | F R Price F F Roe          | F R Price F F Roe          | 8                      | 8                      | 6             |   |   |                   |                   |                   |                   |                   |                   |             |   |   |                  |                  |                  |                  |                  |                  |                  |  |
|  |             |             |             |             |             |             |             |  |  | V R Gauntlett R F le Sueur | V R Gauntlett R F le Sueur | V R Gauntlett R F le Sueur | V R Gauntlett R F le Sueur | 6                      | 6                      | 4             |   |   |                   |                   |                   |                   |                   |                   |             |   |   |                  |                  |                  |                  |                  |                  |                  |  |
|  |             |             |             |             |             |             |             |  |  |                            |                            |                            |                            |                        |                        |               |   |   | F R Price F F Roe | F R Price F F Roe | F R Price F F Roe | 6                 | 2                 | 6                 | 6           |   |   |                  |                  |                  |                  |                  |                  |                  |  |
|  |             |             |             |             |             |             |             |  |  |                            |                            | C S Grace H G Mayes        | C S Grace H G Mayes        | C S Grace H G Mayes    | 3                      | 6             | 4 | 3 |                   |                   |                   |                   |                   |                   |             |   |   |                  |                  |                  |                  |                  |                  |                  |  |
|  |             |             |             |             |             |             |             |  |  | C S Grace H G Mayes        | C S Grace H G Mayes        | 5                          | 6                          | 6                      | 6                      | 9             |   |   |                   |                   |                   |                   |                   |                   |             |   |   |                  |                  |                  |                  |                  |                  |                  |  |
|  |             |             |             |             |             |             |             |  |  | C Simond P Davson          | C Simond P Davson          | 7                          | 8                          | 3                      | 4                      | 7             |   |   |                   |                   |                   |                   |                   |                   |             |   |   |                  |                  |                  |                  |                  |                  |                  |  |

#### Parte bassa

##### Sezione 3
|  | Primo turno | Primo turno | Primo turno | Primo turno | Primo turno | Primo turno | Primo turno |  |  | Secondo turno                      | Secondo turno                      | Secondo turno                      | Secondo turno                      | Secondo turno                      | Secondo turno             | Secondo turno |   |   | Terzo turno                        | Terzo turno                        | Terzo turno                        | Terzo turno                        | Terzo turno | Terzo turno | Terzo turno |   |   | Quarti di finale | Quarti di finale | Quarti di finale | Quarti di finale | Quarti di finale | Quarti di finale | Quarti di finale |  |
|  |             |             |             |             |             |             |             |  |  |                                    |                                    |                                    |                                    |                                    |                           |               |   |   |                                    |                                    |                                    |                                    |             |             |             |   |   |                  |                  |                  |                  |                  |                  |                  |  |
|  |             |             |             |             |             |             |             |  |  | W C Crawley A H Hendriks           | W C Crawley A H Hendriks           | W C Crawley A H Hendriks           | 6                                  | 6                                  | 1                         | 6             |   |   |                                    |                                    |                                    |                                    |             |             |             |   |   |                  |                  |                  |                  |                  |                  |                  |  |
|  |             |             |             |             |             |             |             |  |  | F Good W G Milburn                 | F Good W G Milburn                 | F Good W G Milburn                 | 4                                  | 2                                  | 6                         | 1             |   |   |                                    |                                    |                                    |                                    |             |             |             |   |   |                  |                  |                  |                  |                  |                  |                  |  |
|  |             |             |             |             |             |             |             |  |  |                                    |                                    |                                    |                                    |                                    |                           |               |   |   | W C Crawley A H Hendriks           | W C Crawley A H Hendriks           | W C Crawley A H Hendriks           | 6                                  | 2           | 6           | 6           |   |   |                  |                  |                  |                  |                  |                  |                  |  |
|  |             |             |             |             |             |             |             |  |  |                                    |                                    | K Powell S Hardy                   | K Powell S Hardy                   | K Powell S Hardy                   | 2                         | 6             | 2 | 4 |                                    |                                    |                                    |                                    |             |             |             |   |   |                  |                  |                  |                  |                  |                  |                  |  |
|  |             |             |             |             |             |             |             |  |  | K Powell S Hardy                   | K Powell S Hardy                   | 4                                  | 6                                  | 3                                  | 6                         | 6             |   |   |                                    |                                    |                                    |                                    |             |             |             |   |   |                  |                  |                  |                  |                  |                  |                  |  |
|  |             |             |             |             |             |             |             |  |  | L S Hunter E Herring               | L S Hunter E Herring               | 6                                  | 3                                  | 6                                  | 1                         | 2             |   |   |                                    |                                    |                                    |                                    |             |             |             |   |   |                  |                  |                  |                  |                  |                  |                  |  |
|  |             |             |             |             |             |             |             |  |  |                                    |                                    |                                    |                                    |                                    |                           |               |   |   | W C Crawley A H Hendriks           | W C Crawley A H Hendriks           | 4                                  | 7                                  | 6           | 6           | 8           |   |   |                  |                  |                  |                  |                  |                  |                  |  |
|  |             |             |             |             |             |             |             |  |  |                                    |                                    |                                    |                                    |                                    |                           |               |   |   |                                    |                                    | C S Gordon-Smith E Gordon-Cleather | C S Gordon-Smith E Gordon-Cleather | 6           | 5           | 8           | 2 | 6 |                  |                  |                  |                  |                  |                  |                  |  |
|  |             |             |             |             |             |             |             |  |  | C S Gordon-Smith E Gordon-Cleather | C S Gordon-Smith E Gordon-Cleather | C S Gordon-Smith E Gordon-Cleather | C S Gordon-Smith E Gordon-Cleather | C S Gordon-Smith E Gordon-Cleather | w.                        | o.            |   |   |                                    |                                    |                                    |                                    |             |             |             |   |   |                  |                  |                  |                  |                  |                  |                  |  |
|  |             |             |             |             |             |             |             |  |  | M Décugis M Germot                 |                                    |                                    |                                    |                                    |                           |               |   |   |                                    |                                    |                                    |                                    |             |             |             |   |   |                  |                  |                  |                  |                  |                  |                  |  |
|  |             |             |             |             |             |             |             |  |  |                                    |                                    |                                    |                                    |                                    |                           |               |   |   | C S Gordon-Smith E Gordon-Cleather | C S Gordon-Smith E Gordon-Cleather | C S Gordon-Smith E Gordon-Cleather | C S Gordon-Smith E Gordon-Cleather | 6           | 6           | 6           |   |   |                  |                  |                  |                  |                  |                  |                  |  |
|  |             |             |             |             |             |             |             |  |  |                                    |                                    | G T C Watt E Gwynne-Evans          | G T C Watt E Gwynne-Evans          | G T C Watt E Gwynne-Evans          | G T C Watt E Gwynne-Evans | 4             | 4 | 2 |                                    |                                    |                                    |                                    |             |             |             |   |   |                  |                  |                  |                  |                  |                  |                  |  |
|  |             |             |             |             |             |             |             |  |  | G T C Watt E Gwynne-Evans          | G T C Watt E Gwynne-Evans          | 6                                  | 3                                  | 1                                  | 6                         | 7             |   |   |                                    |                                    |                                    |                                    |             |             |             |   |   |                  |                  |                  |                  |                  |                  |                  |  |
|  |             |             |             |             |             |             |             |  |  | G Greville J Robinson              | G Greville J Robinson              | 2                                  | 6                                  | 6                                  | 0                         | 5             |   |   |                                    |                                    |                                    |                                    |             |             |             |   |   |                  |                  |                  |                  |                  |                  |                  |  |

##### Sezione 4
|  | Primo turno                     | Primo turno                     | Primo turno                     | Primo turno                     | Primo turno | Primo turno | Primo turno |  |  | Secondo turno           | Secondo turno           | Secondo turno           | Secondo turno           | Secondo turno | Secondo turno | Secondo turno |   |   | Terzo turno             | Terzo turno             | Terzo turno             | Terzo turno          | Terzo turno          | Terzo turno | Terzo turno |   |   | Quarti di finale | Quarti di finale | Quarti di finale | Quarti di finale | Quarti di finale | Quarti di finale | Quarti di finale |  |
|  |                                 |                                 |                                 |                                 |             |             |             |  |  |                         |                         |                         |                         |               |               |               |   |   |                         |                         |                         |                      |                      |             |             |   |   |                  |                  |                  |                  |                  |                  |                  |  |
|  | H Kleinschroth F W Rahe         | H Kleinschroth F W Rahe         | H Kleinschroth F W Rahe         | H Kleinschroth F W Rahe         | 6           | 9           | 6           |  |  |                         |                         |                         |                         |               |               |               |   |   |                         |                         |                         |                      |                      |             |             |   |   |                  |                  |                  |                  |                  |                  |                  |  |
|  | L von Salm N Kidson             | L von Salm N Kidson             | L von Salm N Kidson             | L von Salm N Kidson             | 3           | 7           | 2           |  |  | H Kleinschroth F W Rahe | H Kleinschroth F W Rahe | H Kleinschroth F W Rahe | H Kleinschroth F W Rahe | 6             | 6             | 7             |   |   |                         |                         |                         |                      |                      |             |             |   |   |                  |                  |                  |                  |                  |                  |                  |  |
|  | A Prebble G A Thomas            | A Prebble G A Thomas            | A Prebble G A Thomas            | A Prebble G A Thomas            | 6           | 5           |             |  |  | A Prebble G A Thomas    | A Prebble G A Thomas    | A Prebble G A Thomas    | A Prebble G A Thomas    | 0             | 2             | 5             |   |   |                         |                         |                         |                      |                      |             |             |   |   |                  |                  |                  |                  |                  |                  |                  |  |
|  | A W Myers B P Schwengers        | A W Myers B P Schwengers        | A W Myers B P Schwengers        | A W Myers B P Schwengers        | 2           | 2           | r           |  |  |                         |                         |                         |                         |               |               |               |   |   | H Kleinschroth F W Rahe | H Kleinschroth F W Rahe | 3                       | 6                    | 1                    | 7           | 6           |   |   |                  |                  |                  |                  |                  |                  |                  |  |
|  | S Doust T Mavrogordato          | S Doust T Mavrogordato          | S Doust T Mavrogordato          | S Doust T Mavrogordato          | 6           | 7           | 6           |  |  |                         |                         | S Doust T Mavrogordato  | S Doust T Mavrogordato  | 6             | 3             | 6             | 5 | 3 |                         |                         |                         |                      |                      |             |             |   |   |                  |                  |                  |                  |                  |                  |                  |  |
|  | S O'Donnell D M Field           | S O'Donnell D M Field           | S O'Donnell D M Field           | S O'Donnell D M Field           | 2           | 5           | 1           |  |  | S Doust T Mavrogordato  | S Doust T Mavrogordato  | S Doust T Mavrogordato  | S Doust T Mavrogordato  | 6             | 6             | 8             |   |   |                         |                         |                         |                      |                      |             |             |   |   |                  |                  |                  |                  |                  |                  |                  |  |
|  | P Hicks J B Ward                | P Hicks J B Ward                | P Hicks J B Ward                | P Hicks J B Ward                | 7           | 6           | 6           |  |  | P Hicks J B Ward        | P Hicks J B Ward        | P Hicks J B Ward        | P Hicks J B Ward        | 2             | 2             | 6             |   |   |                         |                         |                         |                      |                      |             |             |   |   |                  |                  |                  |                  |                  |                  |                  |  |
|  | F Karl F Wilding                | F Karl F Wilding                | F Karl F Wilding                | F Karl F Wilding                | 5           | 2           | 1           |  |  |                         |                         |                         |                         |               |               |               |   |   | H Kleinschroth F W Rahe | H Kleinschroth F W Rahe | H Kleinschroth F W Rahe | 6                    | 6                    | 3           | 6           |   |   |                  |                  |                  |                  |                  |                  |                  |  |
|  | H Crisp C Eltringham            | H Crisp C Eltringham            | H Crisp C Eltringham            | 6                               | 6           | 2           | 9           |  |  |                         |                         |                         |                         |               |               |               |   |   |                         |                         | H Crisp C Eltringham    | H Crisp C Eltringham | H Crisp C Eltringham | 2           | 4           | 6 | 4 |                  |                  |                  |                  |                  |                  |                  |  |
|  | J E H Zimmermann C H Dinwiddy   | J E H Zimmermann C H Dinwiddy   | J E H Zimmermann C H Dinwiddy   | 3                               | 4           | 6           | 7           |  |  | H Crisp C Eltringham    | H Crisp C Eltringham    | H Crisp C Eltringham    | H Crisp C Eltringham    | 7             | 6             | 6             |   |   |                         |                         |                         |                      |                      |             |             |   |   |                  |                  |                  |                  |                  |                  |                  |  |
|  | G Cartwright R H Hotham         | G Cartwright R H Hotham         | G Cartwright R H Hotham         | G Cartwright R H Hotham         | 8           | 6           | 6           |  |  | G Cartwright R H Hotham | G Cartwright R H Hotham | G Cartwright R H Hotham | G Cartwright R H Hotham | 5             | 3             | 1             |   |   |                         |                         |                         |                      |                      |             |             |   |   |                  |                  |                  |                  |                  |                  |                  |  |
|  | F. F. Muecke G. Luker           | F. F. Muecke G. Luker           | F. F. Muecke G. Luker           | F. F. Muecke G. Luker           | 6           | 4           | 4           |  |  |                         |                         |                         |                         |               |               |               |   |   | H Crisp C Eltringham    | H Crisp C Eltringham    | 2                       | 6                    | 6                    | 6           | 6           |   |   |                  |                  |                  |                  |                  |                  |                  |  |
|  | A Gore R B Powell               | A Gore R B Powell               | A Gore R B Powell               | A Gore R B Powell               | 6           | 6           | 6           |  |  |                         |                         | A Gore R B Powell       | A Gore R B Powell       | 6             | 8             | 0             | 3 | 3 |                         |                         |                         |                      |                      |             |             |   |   |                  |                  |                  |                  |                  |                  |                  |  |
|  | R Turnbull O Turnbull           | R Turnbull O Turnbull           | R Turnbull O Turnbull           | R Turnbull O Turnbull           | 3           | 3           | 4           |  |  | A Gore R B Powell       | A Gore R B Powell       | 4                       | 4                       | 6             | 7             | 6             |   |   |                         |                         |                         |                      |                      |             |             |   |   |                  |                  |                  |                  |                  |                  |                  |  |
|  | A B Jones H M Rice              | A B Jones H M Rice              | A B Jones H M Rice              | A B Jones H M Rice              | 6           | 6           | 6           |  |  | A B Jones H M Rice      | A B Jones H M Rice      | 6                       | 6                       | 4             | 5             | 3             |   |   |                         |                         |                         |                      |                      |             |             |   |   |                  |                  |                  |                  |                  |                  |                  |  |
|  | J S de Morpurgo C Tindell-Green | J S de Morpurgo C Tindell-Green | J S de Morpurgo C Tindell-Green | J S de Morpurgo C Tindell-Green | 2           | 1           | 2           |  |  |                         |                         |                         |                         |               |               |               |   |   |                         |                         |                         |                      |                      |             |             |   |   |                  |                  |                  |                  |                  |                  |                  |  |